# Aladin et la Lampe merveilleuse (film, 1970)
Pour les articles homonymes, voir Aladin.
Pour plus de détails, voir Fiche technique et Distribution.
Aladin et la Lampe merveilleuse est un film d'animation français réalisé par Jean Image, sorti en 1970.
Il s'agit d'une adaptation du conte des Mille et Une Nuits Aladin ou la Lampe merveilleuse.

## Synopsis
Il se trouve qu'un magicien d'Afrique, qui se lasse de son immense fortune et désire le pouvoir absolu, consulte le « maître des ténèbres » à l'aide de sa boule magique. Ce fameux maître des ténèbres lui révèle qu'il existe une lampe merveilleuse, gardée par des génies en Asie mais dont seule une main innocente d'enfant pourra s'emparer. Alors, le magicien d'Afrique s'envole pour la Chine avec son cher hibou bleu. Il fait la connaissance d'Aladin, un jeune garçon très pauvre, vivant avec sa mère et son singe. Il l'amadoue en se faisant passer pour son richissime oncle, frère du père d'Aladin, Moustafa, mort depuis bien des années. Il gagne sa confiance, et celle de sa mère, en lui offrant de somptueux habits. Ils partent alors tous deux pour le palais de Shéhérazade. Le magicien remet à Aladin une bague magique qui, au nom de Moustafa (répété trois fois) lui vient en aide et qui lui permet d'ouvrir toutes les portes. Ce dernier est chargé de récupérer seulement la lampe merveilleuse. Lorsque enfin il y arrive, se rendant compte de la malhonnêteté du magicien, il décide de la garder pour lui. Il s'offre alors tout ce qu'il souhaite et demande même la main de la fille du sultan dont il s'est entiché. Le sultan accepte à condition que le jeune homme se rende au palais avec un somptueux cortège de quarante éléphants blancs, prouvant ainsi sa richesse. Mais malheureusement, le magicien, désirant se venger, se déguise en mendiant et vole ainsi la lampe d'Aladin puis enlève la princesse. Le sultan accuse injustement Aladin et lui laisse cinq jours pour retrouver sa fille sinon, il le tuera. Aladin réussit à retrouver sa bien-aimée grâce à sa bague magique. Après avoir battu le magicien, il s'empare de la lampe merveilleuse. Alors, il enferme le magicien et son hibou « de malheur » dans sa propre boule magique. À présent, Aladin peut épouser la princesse.

## Fiche technique
- Titre : Aladin et la Lampe merveilleuse
- Réalisation : Jean Image
- Scénario : France Image et Jean Image
- Musique originale : Fred Freed
- Chansons : Jean-Michel Rivat, Frank Thomas (paroles) et Christian Sarrel (musique)
- Photographie : Per Olaf Csongova
- Montage : Per Olaf Csongova
- Société de Production : Films Jean Image
- Genre : animation
- Durée : 71 minutes
- Pays de production :  France
- Langue : français
- Date de sortie : 
  - France : 28 janvier 1970

## Voix
- Jean-Pierre Leroux : Aladin
- Gaston Paul Guez : Aladin (enfant)
- Henri Virlogeux : Le magicien d'Afrique
- Claire Guibert : La mère d'Aladin
- René Hiéronimus : Hou-hou
- Lucie Dolène : La princesse
- Fred Pasquali : Le génie de la boule
- Georges Atlas : Le génie de la lampe
- Richard Francoeur : Le sultan
- Michel Gudin : Le narrateur
- Lita Recio : Can-Can

## Chansons du film
- Ce qu'on est bien dans son bain - Henri Virlojeux et René Hiéronimus
- Avec une pièce d'or - Olivier
- On est pauvre sans amour - Lucie Dolène et Pascal Dufar
- Je me marie - Lucie Dolène